# Seigō Narazaki
Seigō Narazaki (楢﨑 正剛 Narazaki Seigō?) (Kashiba, Nara, 15 de abril de 1976) es un exfutbolista japonés que se desempeñaba como portero. Estuvo presente en los mundiales de: 1998, 2002, 2006 y 2010.

## Estadísticas

### Selección nacional
Fuente:
| Selección de Japón | Selección de Japón | Selección de Japón |
| Año                | Participaciones    | Goles              |
| ------------------ | ------------------ | ------------------ |
| 1998               | 2                  | 0                  |
| 1999               | 3                  | 0                  |
| 2000               | 9                  | 0                  |
| 2001               | 1                  | 0                  |
| 2002               | 10                 | 0                  |
| 2003               | 12                 | 0                  |
| 2004               | 9                  | 0                  |
| 2005               | 4                  | 0                  |
| 2006               | 0                  | 0                  |
| 2007               | 1                  | 0                  |
| 2008               | 12                 | 0                  |
| 2009               | 6                  | 0                  |
| 2010               | 8                  | 0                  |
| Total              | 77                 | 0                  |

#### Participaciones en fases finales
| Torneo                    | Sede                                      | Resultado        | Partidos |
| ------------------------- | ----------------------------------------- | ---------------- | -------- |
| Copa Asiática 1996        | Emiratos Árabes Unidos                    | Cuartos de final | 0        |
| Copa Mundial de 1998      | Francia                                   | Primera fase     | 0        |
| Copa América 1999         | Paraguay                                  | Primera fase     | 2        |
| JJOO de 2000              | Sídney                                    | Cuartos de final | 4        |
| Copa Confederaciones 2001 | Corea del Sur / Japón                     | Subcampeón       | 0        |
| Copa Mundial de 2002      | Corea del Sur / Japón                     | Octavos de final | 4        |
| Copa Confederaciones 2003 | Francia                                   | Primera fase     | 3        |
| Copa Asiática 2004        | China                                     | Campeón          | 0        |
| Copa Confederaciones 2005 | Alemania                                  | Primera fase     | 0        |
| Copa Mundial de 2006      | Alemania                                  | Primera fase     | 0        |
| Copa Asiática 2007        | Indonesia / Malasia / Tailandia / Vietnam | Cuarto puesto    | 0        |
| Copa Mundial de 2010      | Sudáfrica                                 | Octavos de final | 0        |

## Clubes
| Club             | País  | Año         |
| ---------------- | ----- | ----------- |
| Yokohama Flügels | Japón | 1995 - 1998 |
| Nagoya Grampus   | Japón | 1999 - 2019 |

## Palmarés

### Torneos nacionales
- J. League Division 1: 2010
- Copa del Emperador: 1998, 1999
- Supercopa de Japón: 2011

### Torneos internacionales
- Copa Asiática: 2004

### Honores individuales
- 2010 Mejor jugador del año de la J. League.
- 1996, 1998, 2003, 2008, 2010 y 2011 Mejores Once de la J. League.